# Sam Lanin

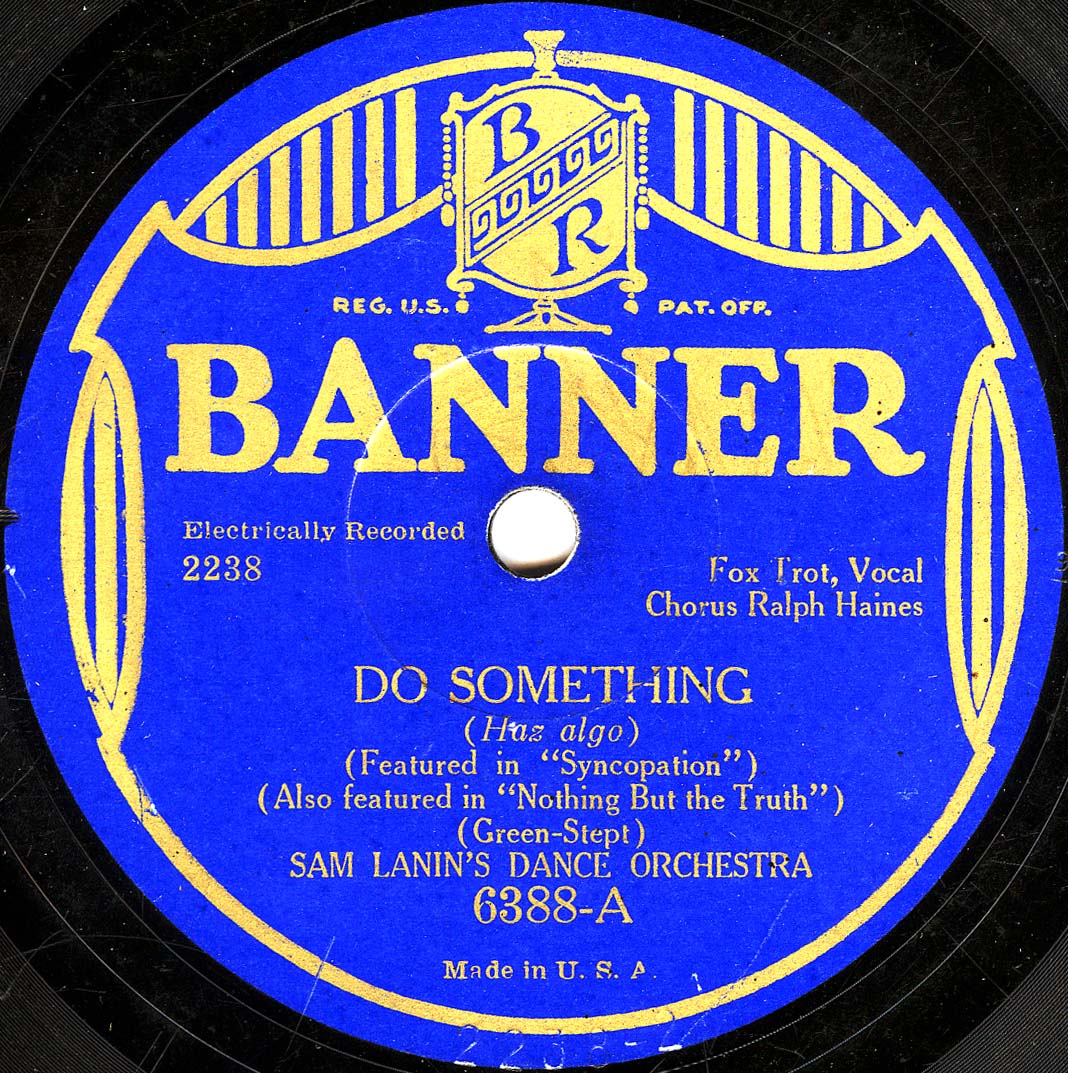
Utgåva med Sam Lanins orkester på skivmärket Banner.

Samuel C. "Sam" Lanin, född den 4 september 1891, död den 5 maj 1977, var en amerikansk musiker och orkesterledare.
Sam Lanin var son till Benjamin och Mary Lanin, båda judiska emigranter från Ryssland. Det är oklart huruvida Sam föddes före eller efter föräldrarnas flytt till USA, men han växte under alla omständigheter upp i Philadelphia. Han hade flera yngre bröder som alla blev orkesterledare de med. De mest kända av dem var Howard Lanin (1897-1991) och Lester Lanin.
Som barn studerade Sam Lanin först fiol och senare klarinett. På det senare instrumentet framträdde han omkring 1912 som medlem av kompositören Victor Herberts orkester. Vid USA:s inträde i första världskriget tog Lanin värvning i flottan och tjänstgjorde där som militärmusiker.
Återkommen hem efter kriget ledde Lanin först ett tag en orkester hemma i Philadelphia, men redan mot slutet av 1918 hade han lyckats få engagemang på det presigefyllda danspalatset Roseland Ballroom i New York. Lanins orkester skulle fortsätta att framträda här regelbundet till och med maj 1925. Medlemmarna av orkestern skulle dessa år skifta flitigt, men många av dem hörde till gräddan av vita jazz- och dansmusiker vid denna tid såsom Phil Napoleon, Miff Mole, Tommy och Jimmy Dorsey, Red Nichols, Einar Aaron Swan och Joe Tarto. De två sistnämnda hörde även till orkesterns arrangörer.
Lanin begick sin skivdebut i april 1920 då hans orkester spelade in titlarna Oh! By Jingo och Rose of Chile för Columbia. Under de närmaste tio åren skulle han komma att vara en av USA:s absolut mest produktiva orkesterledare på skiva, och gjorde hundratals inspelningar för nästan alla existerande skivmärken. Många av inspelningarna gavs dock ut under pseudonym, och trots att Lanin själv var musiker i grunden tycks han nästan aldrig ha medverkat som sådan på skiva och var troligen heller inte ens närvarande vid alla inspelningstillfällen där han står som formell ledare. Hans roll tycks generellt allt mer ha blivit managerns än dirigentens. Detta gäller inte minst de mindre grupper med mer renodlad jazzprofil som Lanin formellt ledde: Bailey's Lucky Seven, Ladd's Black Aces och Lanin's Red Heads (den sistnämnda gruppen leddes i praktiken av Red Nichols och blev början till dennes oerhört populära grupp Five Pennies).
Med början i april 1925 blev Lanin också ett stort namn i radio. Han fick då uppdraget att leda studioorkestern Ipana Troubadours i dess populära radioprogram varje onsdagskväll. Orkestern hade sitt namn efter Ipana, ett tandkrämsmärke tillverkat av programmets huvudsponsor, the Bristol-Myers Company. Till skillnad från många av Lanins andra skivinspelningar som gjordes för lågprisetiketter och mindre skivbolag gavs inspelningarna med Ipana Troubadours genomgående ut på presigemärket Columbia. Den sista Ipana-sändningen ägde rum den 14 januari 1931.
Efter 1931 fortsatte Lanin att arbeta inom radio men gjorde inga fler kommersiella skivinspelningar. Tack vare de stora summor pengar han arbetat ihop kunde han dock pensionera sig tidigt och drog sig med sin hustru Sadie (1896-1989) tillbaka till Hollywood i Florida där han avled 86 år gammal.